# Miguel Ricardo de Álava
Miguel Ricardo de Álava y Esquivel, anche noto como Generale Álava (Vitoria, 7 febbraio 1772 – Barèges, 14 luglio 1843), è stato un militare e politico spagnolo di origine basca.

## Biografia
Sostenne Giuseppe Bonaparte, quando nel 1808 fu proclamato re di Spagna, ma nel 1811 si accostò ai Borboni. Nel 1812 emanò un proclama in cui esortava alla diserzione i compatrioti militanti nelle file francesi. Durante la reazione di Ferdinando VII, nel 1814 venne accusato di appartenere alla Massoneria e fu incarcerato; fu liberato unicamente grazie alle insistenze di Arthur Wellesley, I duca di Wellington e fu poi inviato come ambasciatore all'Aia.
Combatté contro Napoleone nella battaglia di Waterloo con il suo aiutante di campo Nicolás de Miniussir y Giorgeta.
Favorevole ai moti del 1820-1821, nel 1823, dopo il trionfo dell'assolutismo monarchico, andò in esilio; fu richiamato nel 1834 e nominato pari dalla regina Maria Cristina.